# Єманжелінськ
Єманжелінськ — місто, адміністративний центр Єманжелинського району Челябінської області Росії. У складі неформальної агломерації «Великий Челябінськ». Засноване у 1931, статус міста з 1951 року.
Населення — 27 000 осіб (2024).
Місто розташоване на Південному Уралі, за 50 км від Челябінська.

## Географія

### Клімат
| Клімат Єманжелінська      | Клімат Єманжелінська | Клімат Єманжелінська | Клімат Єманжелінська | Клімат Єманжелінська | Клімат Єманжелінська | Клімат Єманжелінська | Клімат Єманжелінська | Клімат Єманжелінська | Клімат Єманжелінська | Клімат Єманжелінська | Клімат Єманжелінська | Клімат Єманжелінська | Клімат Єманжелінська |
| Показник                  | Січ.                 | Лют.                 | Бер.                 | Квіт.                | Трав.                | Черв.                | Лип.                 | Серп.                | Вер.                 | Жовт.                | Лист.                | Груд.                | Рік                  |
| Середній максимум, °C     | −11,9                | −10,1                | −2,2                 | 9,8                  | 18,9                 | 23,8                 | 25,4                 | 22,7                 | 16,8                 | 6,7                  | −2,8                 | −8,7                 | 7                    |
| Середня температура, °C   | −16                  | −14,7                | −7,1                 | 4,5                  | 12,4                 | 17,4                 | 19,5                 | 16,7                 | 11,3                 | 2,7                  | −6,3                 | −12,5                | 2                    |
| Середній мінімум, °C      | −20                  | −19,3                | −12                  | −0,8                 | 5,9                  | 11,1                 | 13,7                 | 10,8                 | 5,8                  | −1,3                 | −9,8                 | −16,2                | −2                   |
| Норма опадів, мм          | 20                   | 15                   | 15                   | 27                   | 42                   | 58                   | 87                   | 53                   | 38                   | 36                   | 26                   | 24                   | 441                  |
| ------------------------- | -------------------- | -------------------- | -------------------- | -------------------- | -------------------- | -------------------- | -------------------- | -------------------- | -------------------- | -------------------- | -------------------- | -------------------- | -------------------- |
| Джерело: climate-data.org |                      |                      |                      |                      |                      |                      |                      |                      |                      |                      |                      |                      |                      |

## Історія
Єманжелинська фортеця була заснована на річці Єманжелинка (тат. Яман-Җылга, Яман-елга, від башк. Яман-елга — «погана (кепська) річка») як козацьке село за ордером оренбурзького губернатора в 1770 році на місті села Єманжелинськ, що з'явилося в 1769 році.
У 1930–1931 рр. у зв'язку з розробкою вугільного родовища виникло робітниче селище Єманжелинські вугільні копальні (смт з 10 вересня 1932 року), яке 25 вересня 1951 року перетворене в місто Єманжелинськ.
Цілеспрямована геологічна розвідка почалася в районі майбутнього міста у 1929 році. До 1931 були розвідані мільйони тонн запасів вугілля. У липні цього ж року на першому вугільному розрізі «Північний» пішло перше вугілля. Споруджене барачно-землянкове селище отримало назву Чорне містечко, потім Єманжелинські вугільні копальні. У 1934 було закінчено будівництво клубу «Малий гірник», відкрилася школа. З клубу бере початок культурне життя Єманжелинська.
Через особливості умов залягання вугільного пласта робота Північного розрізу стала неефективною, і у 1934 році він припинив існування. Але роком раніше почала працювати підземна ділянка, а у 1936 році здана в експлуатацію шахта 18-біс. Влітку 1939 року заробила шахта 19-а, потім — шахта 18 — похила.
У листопаді 1941 року став давати вугілля розріз «Батуринський». Влітку 1942 року почали працювати Центральні електромеханічні майстерні, евакуйовані з Донбасу, у вересні того року було змонтовано Ростовський механічний завод. У роки німецько-радянської війни в забоях і на навантажувальних майданчиках працювали жінки і підлітки. На полях битв залишилося близько 900 єманжелинців.
У повоєнні роки йшов подальший розвиток селища Єманжелинські вугільні копальні. В 1947 почав працювати потужний за масштабами того часу цегельний завод. 25 вересня 1951 року Єманжелинські вугільні копальні були перетворені в місто Єманжелинськ обласного підпорядкування.
У листопаді 1952 року вступила в дію шахта-54. Слідом за шахтами «Красносільська» та «Куллярська» запрацював розріз-7, почали працювати шахта «Куллярська»-3 та розріз-8.
У травні 1959 року була здана в експлуатацію швейна фабрика, що поклало початок перетворенню Єманжелинська в багатопрофільне місто.
В 1961 році в підпорядкування місту було передане селище Зауральський, а в 1962 році — селище Красногорський.
У січні 1962 році вступила в дію шахта «Східно-Батуринська 1-2», в 1969 році — гірничо-збагачувальна фабрика і шахта «Східно-Батуринська — 3», яка потім стала називатися «Батуринською». На базі шахти 19-а в 1970 році почала роботу філія заводу з виробництва сигнальних засобів (ГДУП «Сигнал-Полімер», потім ТОВ «Уральський Піротехнічний Завод»). На базі шахти-54 заробив Єманжелинський ремонтний завод.
У 1997 році в країні почався процес реструктуризації вугільної промисловості, який призвів до закриття вуглевидобувних підприємств. Були закриті шахти «Батуринська» і «Куллярська».
У 2013 році на Челябінську область впав метеорит. У Єманжелинську у всіх школах вибиті шибки. Практично всі вибиті шибки в державних установах були замінені на «європакети».

## Населення
| 1939    | 1959    | 1967    | 1970    | 1979    | 1989    | 1992    |
| ------- | ------- | ------- | ------- | ------- | ------- | ------- |
| 11 100  | ↗33 563 | ↗36 000 | ↘33 389 | ↘31 015 | ↗31 153 | ↗31 400 |
| 1996    | 1998    | 2000    | 2001    | 2002    | 2003    | 2005    |
| ↘29 900 | ↘29 600 | ↘29 000 | ↘28 800 | ↗30 202 | ↘30 200 | ↘29 600 |
| 2006    | 2007    | 2008    | 2009    | 2010    | 2011    | 2012    |
| →29 600 | →29 600 | ↗29 800 | ↗30 076 | ↗30 216 | ↗30 220 | ↗30 256 |
| 2013    | 2014    | 2015    | 2016    | 2017    |         |         |
| ↘30 252 | ↘29 931 | ↘29 728 | ↘29 487 | ↘29 077 |         |         |

## Економіка
Після закриття шахт і розрізу економіка втратила яскраво виражений галузевий характер, вугільна промисловість в місті зникла. Заводи: механічний, комбікормовий, ремонтний. Швейна фабрика. Будівельна галузь та виробництво будматеріалів представлені одним з найстабільніших підприємств району, які пережили світову економічну кризу — ТОВ «Єманжелинський цегельний завод».

## Відомі люди

### Народилися
- Леонтій Войтович — український історик; доктор історичних наук (2001), завідувач кафедри історії середніх віків і візантиністики Львівського національного університету імені Івана Франка.
- Ірина Шейк, Ірина Шайхлісламова — модель.

## Ресурси Інтернету
- Офіційний сайт адміністрації міста Єманжелинська [Архівовано 22 жовтня 2021 у Wayback Machine.](рос.)